# باشگاه فوتبال شمس‌آذر
باشگاه فوتبال شمس‌آذر یک باشگاه فوتبال در شهر قزوین، ایران است. این باشگاه هم‌اکنون در لیگ برتر خلیج فارس بازی می‌کند.
این باشگاه در شهریور ماه ۱۳۹۱ با نام کاسپین توسط اداره ورزش و جوانان استان قزوین تأسیس شد. در سال ۱۳۹۹، شرکت صنایع غذایی شمس آذر امتیاز این باشگاه را خرید و نام آن را از کاسپین به شمس‌آذر تغییر داد. این باشگاه همچنین در شهریور ۱۴۰۰، با خرید امتیاز باشگاه فوتبال بادران تهران به عنوان نماینده قزوین در لیگ آزادگان حضور پیدا کرد و یک فصل بعد با قهرمانی زود هنگام در فصل ۰۲–۱۴۰۱ لیگ آزادگان توانست مجوز حضور در بیست و سومین دوره لیگ برتر خلیج فارس را به‌دست‌آورد.

## پیشینه
باشگاه کاسپین قزوین به پیشنهاد استاندار قزوین  (احمد عجم) و با مشارکت ۹ شهرداری، شهرداری قزوین، الوند، آبیک، بوئین‌زهرا، تاکستان، آوج، آبگرم،ضیاءآباد،اقبالیه و سیردان تشکیل شد. علاوه بر این ۱۱ شهرداری دیگر این استان نیز برای سرمایه‌گذاری در این باشگاه اقدام کرده‌اند. در شهریور ماه ۱۳۹۱ با خرید امتیاز تیم کاوه تهران توسط اداره کل ورزش و جوانان استان قزوین این باشگاه تأسیس شد و در اولین حضورش در فصل ۹۲–۱۳۹۱ لیگ دسته دوم فوتبال ایران بازی کرد.
در سال ۱۳۹۹، مهرزاد نجفیان و داود پوراسماعیل مالکان شرکت غذایی شمس آذر این باشگاه را از اداره کل ورزش و جوانان استان قزوین خریداری کرده و نام آن را از کاسپین قزوین به شمس‌آذر تغییر دادند.
پس از ۹ فصل بازی در لیگ دسته دوم، در شهریور ۱۴۰۰، این باشگاه با خرید امتیاز باشگاه فوتبال بادران تهران، به عنوان نماینده قزوین در فصل ۱۴۰۱–۱۴۰۰ لیگ آزادگان حضور پیدا کرد و یک فصل بعد، با قهرمانی در لیگ آزادگان، وارد لیگ برتر خلیج فارس شد. یشمی پوشان در فصل ۰۵–۱۴۰۴ وارد سومین فصل حضورشان در لیگ برتر ایران شده اند.

## ورزشگاه و محل تمرین
استادیوم خانگی تیم شمس آذر سردار آزادگان نام دارد. این ورزشگاه ۱۵٫۰۰۰ هزار نفر گنجایش دارد.

### محل تمرین
همچنین ورزشگاه شهید رجائی در حال حاضر میزبان تمرینات تیم شمس آذر است.

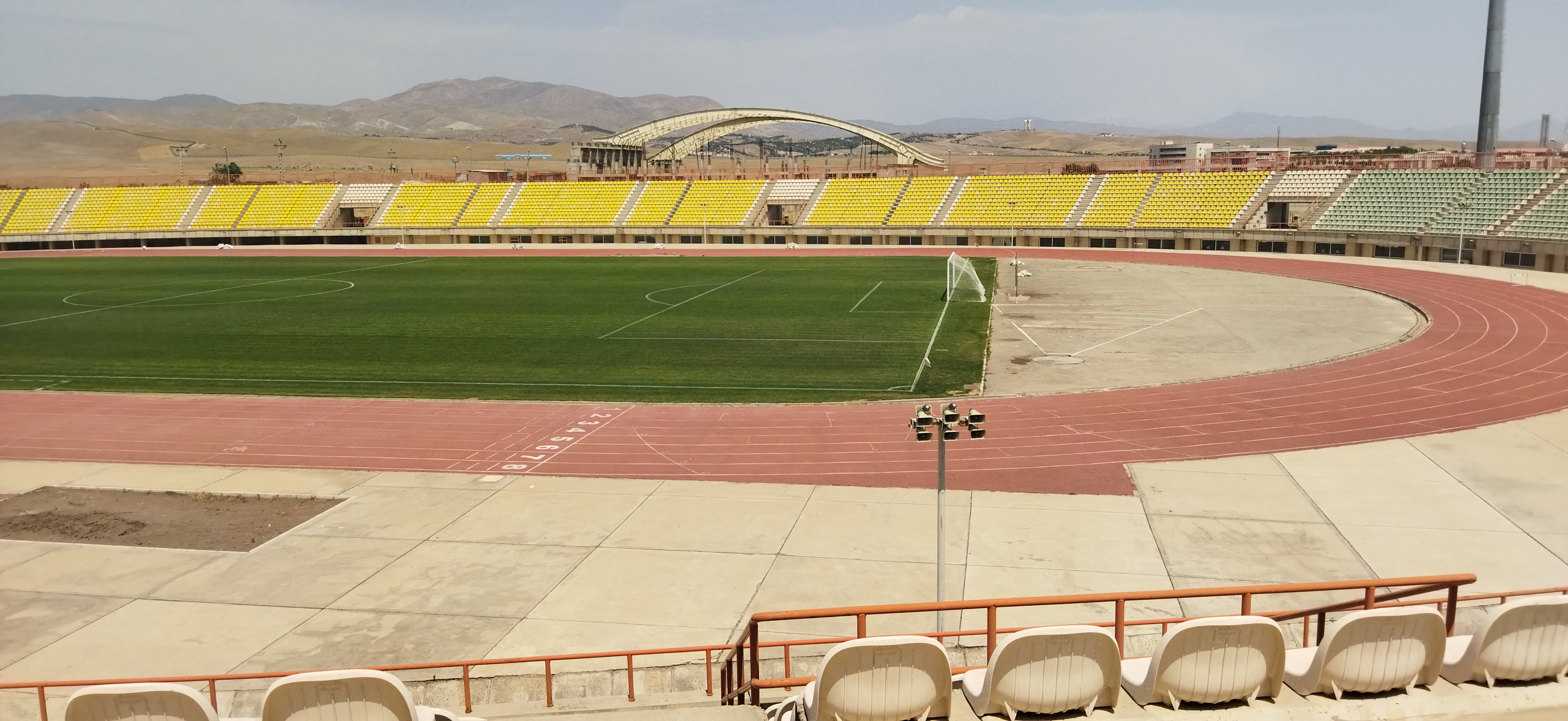

## بازیکنان فعلی
فهرست بازیکنان شمس آذر در فصل ۰۵–۱۴۰۴
تاریخ به روز رسانی: ۳۰ مرداد ۱۴۰۴
| شماره |       | پست       | بازیکن                         |
| ----- | ----- | --------- | ------------------------------ |
| ۱     | ایران | دروازه‌بان | علیرضا جعفرپور                 |
| ۲     | ایران | مدافع     | محمد نژادمهدی                  |
| ۳     | ایران | مدافع     | مهدی محمدی                     |
| ۴     | ایران | مدافع     | علیرضا دغاغله                  |
| ۵     | ایران | مدافع     | ایمان اکبری                    |
| ۶     | ایران | مدافع     | صائب محبی                      |
| ۷     | ایران | هافبک     | امیرمحمد نسایی (کاپیتان دوم)   |
| ۸     | ایران | هافبک     | حامد بحیرایی                   |
| ۹     | ایران | مهاجم     | سهیل فداکار                    |
| ۱۰    | ایران | هافبک     | امیرمحمد محکم‌کار               |
| ۱۱    | ایران | هافبک     | داریوش شجاعیان (کاپیتان چهارم) |
| ۱۲    | ایران | دروازه‌بان | محمدرضا خالدآبادی              |
| ۱۳    | ایران | دروازه‌بان | امیرحسین علی‌حسینی (زیر ۲۱سال)  |
| ۱۴    | ایران | هافبک     | علی پوراسماعیل (زیر ۲۳سال)     |
| ۱۵    | ایران | مدافع     | محمدحسین رنجبر (زیر ۲۳سال)     |
| ۱۶    | ایران | مهاجم     | محمدمهدی منصوری (زیر ۲۳سال)    |
| ۱۷    | ایران | وینگر     | مهدی ممی‌زاده                   |
| ۱۸    | ایران | هافبک     | محمدرضا ترابی (زیر ۲۱سال)      |
| ۲۰    | ایران | مهاجم     | مهرشاد عبدی (زیر ۱۹سال)        |

| شماره |       | پست       | بازیکن                        |
| ----- | ----- | --------- | ----------------------------- |
| ۲۴    | ایران | مدافع     | کسری رحمتی (زیر ۲۳سال)        |
| ۲۷    | ایران | مهاجم     | رضا محمدی (زیر ۲۳سال)         |
| ۳۲    | ایران | دروازه‌بان | محمدحسین خدابخشی (زیر ۲۱سال)  |
| ۳۳    | ایران | مدافع     | هومن ربیع‌زاده (کاپیتان سوم)   |
| ۳۷    | ایران | مدافع     | بهنام برزای                   |
| ۴۰    | ایران | مهاجم     | علیرضا خدادادی (زیر ۲۳سال)    |
| ۴۸    | ایران | وینگر     | محمدمیلاد سورگی               |
| ۶۶    | ایران | هافبک     | محمدجواد آزاده (کاپیتان پنجم) |
| ۷۰    | ایران | مدافع     | امیرمحمد پناهی                |
| ۷۱    | ایران | وینگر     | سینا معظمی‌تبار (زیر ۱۹سال)    |
| ۷۲    | ایران | هافبک     | سپهر روزی‌طلب                  |
| ۷۷    | ایران | مدافع     | فرزین معامله‌گری (زیر ۲۳سال)   |
| ۸۰    | ایران | هافبک     | مهرداد آقامحمدی (زیر ۱۹سال)   |
| ۸۷    | ایران | وینگر     | محمد بادپا (زیر ۲۳سال)        |
| ۸۸    | ایران | هافبک     | علی جلوخانی (زیر ۱۹سال)       |
| ۹۶    | ایران | وینگر     | هادی معروفی (زیر ۲۱سال)       |
| ۹۹    | ایران | مهاجم     | اهورا زند (زیر ۱۹سال)         |

بازیکنان قرضی
| شماره |       | پست | بازیکن |
| ----- | ----- | --- | --- |
|       | ایران |     | محمدرضا رضایی (در تیم ملوان تا تیر ۱۴۰۵ (خدمت سربازی) علی ملکوتی تا تیر ۱۴۰۵ ابوالفضل بویری در تیم نساجی تا تیر ۱۴۰۵ امید امیری تا تیر ۱۴۰۵ در نساجی |

### ترکیب اصلی
ترکیب ۲-۵-۳

## مدیران باشگاه
فهرست مدیران تیم فوتبال شمس‌آذر
- اداره‌کل ورزش وجوانان استان قزوین (۱۳۹۱-۱۳۹۹)
- داوود پوراسماعیل و مهرزاد نجفیان (۱۳۹۹-۱۴۰۰)
- شهاب زندی (۱۴۰۰-۱۴۰۳)
- عباس اعلایی مقدم (۱۴۰۴-تاکنون)

## مالکیت
| ردیف | مالکیت باشگاه شمس آذر              | شروع | پایان |
| ---- | ---------------------------------- | ---- | ----- |
| ۱    | اداره کل ورزش و جوانان استان قزوین | ۱۳۹۱ | ۱۳۹۹  |
| ۲    | شرکت صنایع غذایی شمس‌آذر            | ۱۳۹۹ | کنونی |

## مربیان تاریخ باشگاه

### فهرست مربیان شمس‌آذر
| مربی                      |
| مجید رضایی                |
| یوسف نادریان              |
| یوسف بخشی زاده            |
| امیر بهمن خداکرم          |
| فیروز کریمی(۱۳۹۹)         |
| پژواک کرم‌پور(۱۳۹۹-۱۴۰۰)   |
| سعید دقیقی(۱۴۰۰-۱۴۰۳)     |
| مازیار زارع(۱۴۰۳)         |
| سعید دقیقی(۱۴۰۳)          |
| رضا مهاجری(۱۴۰۳)          |
| سید مهدی رحمتی(۱۴۰۳-۱۴۰۴) |
| وحید رضایی(۱۴۰۴-)         |

## پرسنل
تاریخ به روز رسانی: ۲۶ مرداد ۱۴۰۴
فهرست کادر فنی کنونی شمس‌آذر قزوین
| پست              | نام            |
| ---------------- | -------------- |
| سرمربی           | وحید رضایی     |
| دستیار اول       | قاسم رزمی      |
| دستیاران         | مهدی برزگر     |
| دستیاران         | مرتضی شهسواری  |
| مربی دروازه‌بان‌ها | شهرام مهربان   |
| مربی بدنساز      | بهزاد نوشادی   |
| کادر پزشکی       | محمدرضا مدبر   |
| کادر پزشکی       | ابوالفضل مقدسی |
| کادر پزشکی       | محمدرضا آبس    |
| کادر پزشکی       | ابوالفضل چگینی |
| کادر پزشکی       | امیرحسان صفوت  |
| کادر پزشکی       | رشید عسگری     |
| آنالیزور         | اسماعیل یگانه  |
| مدیر آکادمی      | مجید رضایی     |

### مدیران باشگاه[۲۶]
| جایگاه           | نام                      |
| ---------------- | ------------------------ |
| مالک             | داوود پوراسماعیل         |
| رئیس هیئت مدیره  | مهرزاد نجفیان            |
| مدیرعامل         | عباس اعلایی مقدم(سرپرست) |
| عضو هیئت مدیره   | ایرج لطیفی               |
| مشاور باشگاه     | ایرج رحمانی              |
| سرپرست و مدیرتیم | مصیب چگینی               |
| مدیر ورزشی       | ارسلان نجفیان            |
| مدیر اجرایی      | امیرعلی شهسواری          |
| مدیر و کادررسانه | وحید رشوند               |
| مدیر و کادررسانه | امید نانکلی              |
| مدیر و کادررسانه | سید عباد بابایی          |
| حراست باشگاه     | محمدرضا حاتمی            |
| حراست باشگاه     | محمد فرازمندی            |
| مدیر حقوقی       | علی دریائیان             |
| کادر تدارکات     | مسعود آقالر              |
| کادر تدارکات     | فرشید چگینی              |
| کادر تدارکات     | صالح کیماسی              |
| کادر تدارکات     | بهنام گنجی               |

## رکوردها
تاریخ به روز رسانی: ۱۰ مرداد ۱۴۰۴
رکوردهای فردی
- بیشترین بازی: پوریا سرآبادانی (۱۱۶ بازی)[۲۹]
- بهترین گلزنان تاریخ باشگاه: پوریا سرآبادانی (۳۰ گل)[۳۰] و رحمان جعفری (۲۹ گل)[۳۱]
- بیشترین پاس گل: احسان جودکی و علی‌اصغر اعرابی (۱۰ پاس گل)
- بهترین گل زده در یک بازی: رحمان جعفری (۳ گل)
- بیشترین کلین شیت: سیدمیر رسول حسینی (۲۲ کلین شیت)

### برد و باخت‌ها
- پرگل‌ترین بازی: استقلال تهران ۳–۲ شمس آذر، تراکتور تبریز ۲–۳ شمس آذر(۰۳–۱۴۰۲)[۳۲][۳۳] شمس آذر ۳–۲ پرسپولیس تهران، هوادار تهران ۲–۳ شمس آذر (۰۴–۱۴۰۳)
- بهترین پیروزی داخل خانه: شمس آذر ۵–۰ پارس جنوبی جم، شمس آذر ۵–۰ خوشه طلایی، شمس‌آذر ۴-۱ چادرملو اردکان(۱۴۰۱–۰۲)
- بهترین پیروزی خارج از خانه: مس رفسنجان ۰–۳ شمس آذر، شهرداری همدان ۱–۴ شمس آذر[۳۴]
- بدترین شکست داخل خارج از خانه: ذوب آهن اصفهان ۳-۰ شمس آذر (۱۴۰۳-۰۴)
- بدترین شکست داخل خانه: شمس آذر ۰–۴ تراکتور(۰۴–۱۴۰۳)[۳۵]
- پرگل‌ترین تساوی: شمس آذر ۳–۳ خیبر خرم‌آباد (۰۱–۱۴۰۰)[۳۶]

### رکوردهای فصلی
- بیشترین گل زده در یک فصل لیگ: ۶۶ گل (۱۴۰۱–۰۲)
- کمترین گل زده در یک فصل ۲۳ گل (۱۴۰۳–۰۴)
- بیشترین گل خورده در یک فصل لیگ: ۳۷ گل (۱۴۰۰–۰۱)
- کمترین گل خورده در یک فصل لیگ: ۲۴ گل (۱۴۰۱–۰۲)

### بهترین گلزن هر فصل
| فصل     | بهترین گلزن             | تعداد گل |
| ------- | ----------------------- | -------- |
| ۱۴۰۰–۰۱ | عباس عسکری              | ۷        |
| ۱۴۰۱–۰۲ | رحمان جعفری             | ۲۴       |
| ۰۳–۱۴۰۲ | پوریا سرآبادانی         | ۷        |
| ۰۴–۱۴۰۳ | مجتبی فخریانعلی آزادمنش | ۴        |

- توجه: رکوردها با در نظر گرفتن کلیه مسابقات رسمی (جام آزادگان، جام خلیج فارس، جام حذفی) محاسبه شده‌اند.

## رتبه جهانی
- آخرین بروز رسانی: مرداد ۱۴۰۴

بنا به رتبه‌بندی وبگاه «فوتبال دیتابیس» رتبه‌های جهانی و آسیایی شمس آذر بدین ترتیب می‌باشد:
- امتیاز کلی ۱۳۳۳
- رنکینگ ۱۴ ایران
- رنکینگ ۱۱۷ آسیا
- رنکینگ ۱۱۴۶ جهان

منبع: وبگاه فوتبال دیتابیس

## عملکرد

### اولین فصل حضور درلیگ آزادگان ۰۱–۱۴۰۰
شمس آذر قزوین در فصل ۰۰–۱۳۹۹ در لیگ دسته دوم، گروه (ب) حضور داشت و در پایان فصل ششم شد. این باشگاه در فصل ۰۱–۱۴۰۰ امتیاز باشگاه بادران تهران را خریداری کرد و جواز حضور در لیگ آزادگان را دریافت کرد و در پایان فصل در رتبه هشتم جدول ایستاد.

### قهرمانی درلیگ آزادگان ۰۲–۱۴۰۱و صعود بهلیگ برتر خلیج فارس
شمس‌آذر در دومین فصل حضورش در لیگ آزادگان در فاصله پنج هفته مانده به پایان این مسابقات با کسب قهرمانی در لیگ آزادگان ۰۲–۱۴۰۱ موفق شد برای نخستین بار به بالاترین سطح از رقابت‌های لیگ فوتبال ایران (۰۳–۱۴۰۲) صعود کند.
یشمی‌پوشان قزوینی در دومین فصل حضورشان در لیگ آزادگان در فصل ۱۴۰۱–۰۲ توانستند رکوردها را نیز به نام خود ثبت کنند، یشمی‌پوشان توانستند برترین خط حمله و دفاع را به خود اختصاص دهند و همچنین رحمان جعفری با ثبت ۲۴ گل علاوه به آقای گلی در لیگ یک، از مجموع آقای گل‌های لیگ برتر هم بیشتر گل زده باشد، پوریا سرآبادانی به‌عنوان گلزن‌ترین هافبک دفاعی لیگ با ۱۴ گل و علی‌اصغر اعرابی هم ۸ گل به ثمر رساند تا در مجموع فصل ۱۴۰۱–۰۲ شمس‌آذری‌ها با ۱۱ پاس گل احسان جودکی، ۶۹ بار دروازه حریفان را باز کنند. شمس آذر قزوین با قهرمانی در فصل ۱۴۰۱_۰۲ در مجموع ۳۲ بازی ۷۰ امتیاز کسب کرد که بهترین عملکرد باشگاهی کشور است و شاگردان سعید دقیقی با ثبت ۲۱ پیروزی و شکست‌ناپذیری در خانه این رکورد را نیز به نام شمس آذر قزوین به ثبت رساندند.

### اولین فصل حضور درلیگ برتر خلیج فارس(لیگ ۲۳)
شمس آذر قزوین با کسب قهرمانی در لیگ آزادگان ۰۲–۱۴۰۱ موفق شد به لیگ فوتبال ایران (۰۳–۱۴۰۲) صعود کند.
شاگردان سعید دقیقی توانستند در نیم فصل اول لیگ برتر خلیج فارس آمار ۶ پیروزی در ۱۵ مسابقه را به نام خود ثبت کنند همچنین یشمی پوشان با ۲۰ گل زده در ۱۵ بازی جزء برترین تیم‌ها بودند. شاگردان دقیقی توانستند در پایان نیم فصل اول با ۲۳ امتیاز در جایگاه هفتم جدول قرار گیرند. یشمی پوشان قزوینی در نیم فصل دوم هم به عملکرد مطلوبشان ادامه دادن و در پایان با ۳۹ امتیاز در رده هشتم جدول قرار گیرند، البته در ابتدای فصل و با شکایت تیم فوتبال سایپا از شمس آذر از تیم قزوینی ۳ امتیاز کسر شد در غیر این صورت شاگردان سعید دقیقی با ۴۲ امتیاز در مکان پنجمجدول قرار می‌گرفتند.

### دومین فصل حضور درلیگ برتر خلیج فارس(لیگ ۲۴)
شمس آذر در دومین فصل حضورش در لیگ برتر به عنوان نماینده استان قزوین وارد لیگ ۲۴ شد. در ابتدای فصل سعید دقیقی سرمربی موفق شمس آذر این باشگاه را ترک کرد و به تیم ملوان پیوست. دقیقی پس از سه فصل حضور موفق شمس آذر را ترک کرد، دقیقی در این مدت توانستند بود شمس آذر را از لیگ آزادگان به لیگ برتر خلیج فارس برساند و در اولین فصل حضور شمس آذر در لیگ برتر توانست با این تیم نتایج خوبی کسب کند. در ۲۴ تیرماه ۱۴۰۳ باشگاه شمس آذر مازیار زارع را به عنوان سرمربی جدید انتخاب و جانشین سعید دقیقی کرد. مازیار زارع بازیکن اسبق پرسپولیس در فصل ۱۴۰۰–۰۱ توانستند بود با تیم ملوان به لیگ برتر خلیج فارس صعود کند، باتوجه به مشکلات تیم فوتبال شمس‌آذر مازیار زارع از شمس آذر جداشد و مجددا به ملوان پیوست این اتفاق موجب شد تا سعید دقیقی مجددا به شمس‌آذر برگردد، پس از ۷ هفته و کسب نتایج متوسط دقیقی از شمس‌آذر جدا و راهی خيبرخرم آباد شد تا هدایت تیم برعهده رضا مهاجرانی بی افتد، مهاجرانی تا نیم فصل هدایت شمس آذر را برعهده داشت و نتایج متوسطی با این تیم قزوینی کسب کرد از جمله موفقیت مهاجرانی در شمس آذر پیروزی مقابل تیم صدرنشین تراکتور تبریز بود، شمس آذر تا پایان نیم فصل اول رتبه ۱۴ جدول شانزده تیمی لیگ برتر خلیج فارس را در اختیار گرفت پس از جدایی رضا مهاجرانی از شمس آذر، هدایت شمس آذر قزوین برعهده مهدی رحمتی افتاد، رحمتی موفق شد در نیم فصل با شکست تیم های استقلال تهران در استادیوم آزادی و شکست پرسپولیس تهران و سپاهان اصفهان در قزوین و کسب مجموع ۵ پیروزی از ۱۵ بازی سهمیه شمس‌آذر را در لیگ برتر حفظ کند در نهایت شمس آذر با کسب ۲۹ امتیاز سهمیه خود را در رقابت های لیگ برتر حفظ کند.

### سومین فصل حضور درلیگ برتر خلیج فارس(لیگ ۲۵)
در سومین فصل حضور شمس آذر قزوین در لیگ برتر خلیج فارس و با جدایی مهدی رحمتی هدایت شمس آذر قزوین برعهده وحید رضایی افتاد...

## آمار و عملکرد
| # | لیگ آزادگان | رتبه   | جام حذفی   |
| ۱ | ۰۱–۱۴۰۰     | هشتم   | ۱/۱۶ نهایی |
| ۲ | ۰۲–۱۴۰۱     | قهرمان | ۱/۴ نهایی  |
| # | لیگ برتر    | رتبه   | جام حذفی   |
| ۳ | ۰۳–۱۴۰۲     | پنجم   | ۱/۱۶ نهایی |
| ۴ | ۰۴–۱۴۰۳     | سیزدهم | ۱/۱۶ نهایی |
| ۵ | ۰۵–۱۴۰۴     | _      | _          |

## افتخارات

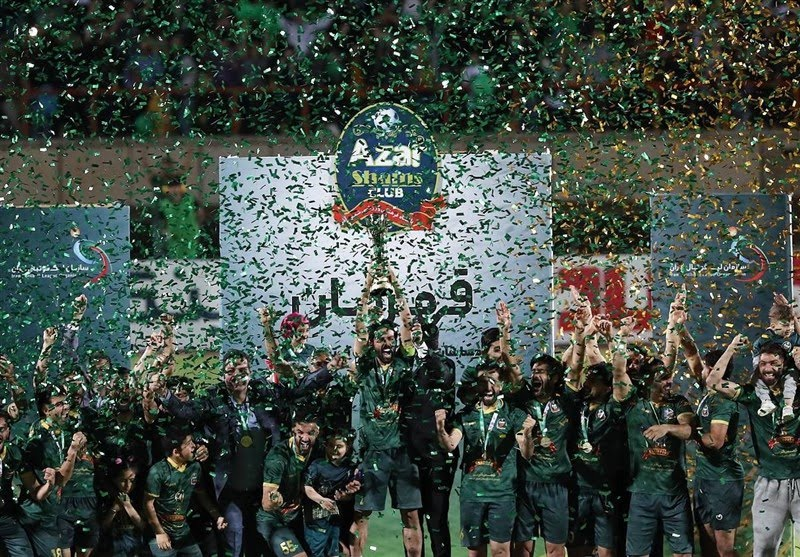

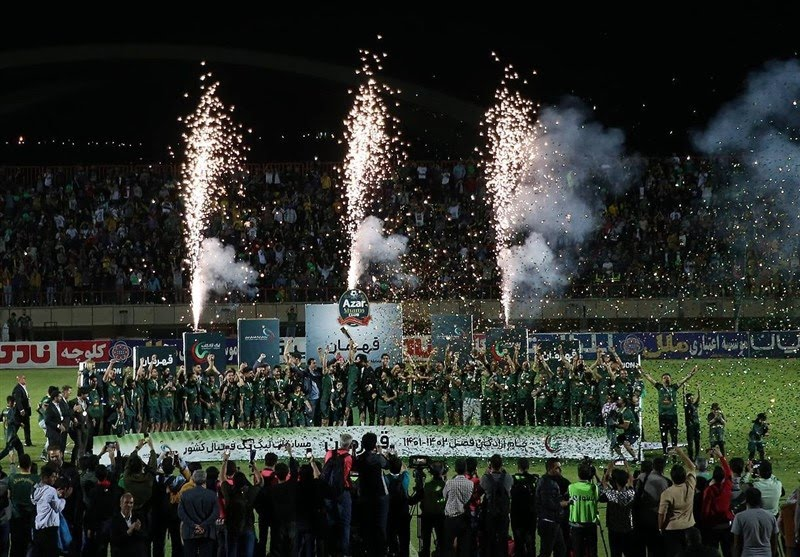

تصاویری از قهرمانی تیم فوتبال شمس‌آذر در لیگ آزادگان  فصل ۰۲–۱۴۰۱

#### لیگ آزادگان
قهرمان (۱): ۰۲–۱۴۰۱

## لباس و اسپانسر
| سال‌ها      | حامی مالی           | نام برند تولیدکننده لباس |
| ۰۲–۱۴۰۱    | صنایع غذایی شمس‌آذر  | آل اسپورت                |
| ۱۴۰۲-اکنون | صنایع غذایی شمس آذر | یوسف جامه                |